# Rampa (Índia)
Rampa (Rumpah) és una comarca muntanyosa d'Orissa, al districte d'East Godavari al nord-est de Rajahmundry (Rajamandri) fins al riu Sileru. El cim principal era el Damakonda de 1.388 metres. Els habitants són principalment koyes i reddis que parlen telugu i koi. Les principals poblacions són Chodavaram i Kota.
Al final del segle xix es considerava que en formaven part 373 pobles, però està relativament poc poblada. Fou concedida com a jagir al mansabdar local a canvi de serveis militars; hi va haver conflictes entre 1858 i 1862 a causa de la impopularitat del mansabdar; van caler tropes britàniques per restablir l'orde i després es va reclutar una força de policia entre els muntanyesos. Una altra revolta es va produir el 1879 i altra vegada s'hi van enviar tropes fins que la zona fou pacificada el desembre de 1880 quan Chendriah, el líder rebel va morir en combat, els rebels dispersats i el mansabdar deportat a Gopalpur com presoner d'estat; el mansabdari fou suprimit. Un pacte amb els muttahdars els va permetre conservar la possessió de les terres a canvi d'un petit tribut {kattubadi), sent els principals els muttahdars de Vellamuru i Musarimilli. la comarca fou inclosa a la taluka de Chodavaram.